# Académie des sciences de New York
L'Académie des sciences de New York (en anglais New York Academy of Sciences) est une société savante ouverte potentiellement à tout universitaire et regroupant vingt mille scientifiques de toutes disciplines provenant de cent-vingt pays. Son but est de faire avancer les connaissances scientifiques, technologiques et médicales et de stimuler de nouvelles façons d'envisager d'appliquer les découvertes scientifiques dans les sociétés humaines, à travers la planète. Depuis 1949, elle a pour siège son propre immeuble situé au 2 East 63rd Street, New York — un immeuble néo-Renaissance construit en 1919.

## Historique
Cette Académie a été fondée en 1817 sous le nom de The Lyceum of Natural History in the City of New York. Elle organise de fréquentes réunions de ses membres avec d'autres scientifiques et diffuse très largement le résultat de leurs recherches. En 1823 paraît le compte-rendu d'une conférence de l'Académie : elle inaugure une publication, les Annals, qui continue encore aujourd'hui (notamment sous une forme consultable via le web).
L'Académie est une organisation très active pour promouvoir la science et ses usages. Elle supervise des étudiants de troisième cycle, organise des manifestations pour les étudiants du second cycle (comme le Projet Harbor, qui a pour objectif de restreindre la pollution de New York et du New Jersey) et de promouvoir les droits des scientifiques et du personnel technique dans le monde.
Certains de ses anciens membres sont célèbres, tels les présidents des États-Unis d'Amérique Thomas Jefferson (1743-1826), James Monroe (1758-1831), les scientifiques étrangers Charles Darwin (1809-1882), Jean-Jacques Audubon (1785-1851),  Albert Einstein (1879-1955), Pierre Teilhard de Chardin (1881-1955). Le conseil directeur de 2005 comptait pas moins de seize prix Nobel.
Le Lyceum a largement contribué à la fondation, en 1831, de l'université de New York. Le Lyceum prend son nom actuel en 1877. En 1881, aux Annals s'ajoute la publication des Transactions of the New York Academy of Sciences et en 1895, les Memoirs of the New York Academy of Sciences.
L'académie devient le centre des organisations scientifiques de New York en 1891 sous le nom de the Scientific Alliance. Ces organisations deviendront plus tard des sections de l'Académie et couvrent les différentes disciplines scientifiques. On compte aujourd'hui environ 20 sections.
En 1935, l'Académie comptait trois cent dix-sept membres. L'admission étant faite non par élection ou cooptation mais par simple cotisation, le nombre est passé à vingt mille en 1967 puis jusqu'à environ vingt-quatre mille en 2000, avant de revenir à son niveau de 1967.